# Campionati europei di trampolino elastico 1991
I Campionati europei di trampolino elastico 1991 sono stati la 12ª edizione della competizione organizzata dalla Unione Europea di Ginnastica. Si sono svolti a Poznań, in Polonia.

## Medagliere
| Posiz. | Nazione          | Oro | Argento | Bronzo | Totale |
| ------ | ---------------- | --- | ------- | ------ | ------ |
| 1      | Unione Sovietica | 5   | 3       | 2      | 10     |
| 2      | Francia          | 2   | 2       | 2      | 6      |
| 3      | Belgio           | 2   | 2       | 1      | 5      |
| 4      | Polonia          | 2   | 1       | 2      | 5      |
| 5      | Germania         | 1   | 2       | 1      | 4      |
| 6      | Portogallo       | 1   | 1       | 2      | 4      |
| 7      | Regno Unito      | 1   | 1       | 1      | 3      |
| 8      | Danimarca        | 0   | 1       | 1      | 2      |
| Totale | Totale           | 14  | 13      | 12     | 39     |

## Podi

### Uomini
| Evento                | Oro                                                                                               | Argento                                                                        | Bronzo                                 |
| Trampolino            | Aleksandr Moskalenko                                                                              | Dmitri Poljarusch                                                              | Alexander Daniltschenko                |
| Double mini           | Jorge Pereira                                                                                     | Steffen Eislöffel                                                              | Luís Nunes                             |
| Tumbling              | Krzysztof Wilusz                                                                                  | Marcin Leszcaniecki                                                            | Tomasz Kies                            |
| Sincronizzato         | Unione Sovietica Dmitri Poljarusch Sergei Nestreliai                                              | Danimarca John Hansen Anders Christiansen                                      | Francia Fabrice Schwertz Hervé Guérard |
| Trampolino a squadre  | Unione Sovietica Aleksandr Moskalenko Alexander Daniltschenko Sergei Nestreliai Dmitri Poliarouch | Germania                                                                       | Danimarca                              |
| Double mini a squadre | Belgio                                                                                            | Portogallo                                                                     | Non assegnato                          |
| Tumbling a squadre    | Polonia Krzysztof Wilusz Marcin Lesczaniecki Jerzy Trzaska Tomasz Kies                            | Francia Franck Salcines Christophe Fréroux Éric Doussinault Nicolas Francillon | Portogallo                             |

### Donne
| Evento                | Oro                                                                            | Argento                                       | Bronzo                                  |
| Trampolino            | Andrea Holmes                                                                  | Tatiana Louchina                              | Lada Tsebrenko                          |
| Double mini           | Renate Gehrke                                                                  | Natacha Bacque                                | Saskia Demeyer                          |
| Tumbling              | Corinne Robert                                                                 | Chrystel Robert                               | Katia Legentil                          |
| Sincronizzato         | Unione Sovietica Elena Merkulova Tatiana Louchina                              | Unione Sovietica Lada Tsebrenko Lilia Chvalbo | Regno Unito Andrea Holmes Lorraine Lyon |
| Trampolino a squadre  | Unione Sovietica Lada Tsebrenko Elena Merkulova Lilia Chvalbo Tatiana Louchina | Regno Unito                                   | Germania                                |
| Double mini a squadre | Belgio Natacha Bacque Saskia Demeyer Kathy Clearmont                           | Non assegnato                                 | Non assegnato                           |
| Tumbling a squadre    | Francia Katia Legentil Chrystel Robert Corinne Robert Christelle Giroud        | Belgio                                        | Polonia                                 |